# 王中 (1914年)
王中（1914年—1994年），原名单勣，笔名亢夫、张德功，化名丹可夫、丹可夫斯基，男，山东高密人，中国新闻学家、新闻教育家，曾任复旦大学教授、博士生导师。